# Dănilă Prepeleac (film)
Dănilă Prepeleac este un film moldo-român din 1996 regizat de Tudor Tătaru.

## Rezumat
Este povestea lui Dănilă Prepeleac, un om prost și stângaci care face lucrurile pe dos. Odată a plecat spre piață, dorind să vândă o pereche de tauri sănătoși. În drum spre piață, a schimbat taurii cu un portofel gol. Dar acesta este doar începutul aventurilor lui Dănilă.

## Distribuție
- Mircea Diaconu — Dănilă Prepeleac, țăran leneș, nechibzuit și sărac
- Diana Lupescu — soția lui Dănilă Prepeleac
- Petre Nicolae — Michiduță, dracul de pe malul heleșteului (menționat Petrică Nicolae)
- Călin Măneață — Scaraoțchi, căpetenia dracilor
- Ernest Maftei — moșul cu capra
- Mihai Mereuță — moșul care trage carul / naratorul filmului
- Alexandru Bindea — dracul care-l provoacă pe Dănilă la un concurs de aruncat buzduganul
- Vitalie Russu — țăranul cu curcanul de la iarmaroc
- Draga Olteanu-Matei — soția fratelui lui Dănilă Prepeleac, femeie zgârcită
- Constantin Constantinov — țăranul cu gânsacul (menționat Costache Constantinov)
- Dem Rădulescu — fratele mai mare al lui Dănilă Prepeleac, țăran harnic, grijuliu și chiabur
- Ștefan Mihăilescu-Brăila — țăranul surd care se întoarce de la târg
- Valentin Uritescu — Tândală
- Tudor Ungureanu — cobzarul de la iarmaroc
- Nicolae Darie — țăranul care vinde plăcinte la iarmaroc
- Tudorel Filimon — Păcală (menționat Nicolae Filimon)
- Dumitru Chesa — militarul muscal Ivan Turbincă
- Iurie Pâslariuc
- Coliță Darie — Nică al lui Ștefan a Petrii
- Eugen Mîznicov (menționat Eugen Mâznicov)
- Ștefan Bulicanu — moșul care dezleagă pupăza lui Nică al lui Ștefan a Petrii la iarmaroc
- Marina Ristea — drăcoaica blondă